# Gerardo Chiaromonte
Gerardo Chiaromonte (Napoli, 29 novembre 1924 – Vico Equense, 7 aprile 1993) è stato un politico, giornalista e scrittore italiano.

## Biografia
Nato a Napoli da una famiglia originaria di Roccanova (in provincia di Potenza), Chiaromonte conseguì nel 1940 la maturità classica e successivamente si iscrisse alla facoltà di ingegneria: per pagarsi gli studi, lavorò presso l'Ente Comunale di Assistenza. Laureatosi con 110 e lode nel 1945, si trasferì a Milano e prese parte agli ultimi fuochi della Resistenza partigiana. Di lì a poco si iscrisse al Partito Comunista Italiano. Era il padre dell'ex senatrice e deputata DS Franca Chiaromonte.
Dopo aver lavorato qualche mese come ingegnere in Lombardia, nel 1947 venne scelto da Giorgio Amendola come vicesegretario regionale del PCI in Campania. Eletto per la prima volta consigliere comunale nel 1952, due anni dopo fondò il mensile gramsciano Cronache meridionali, di cui fu direttore dal 1954 al 1965. Nel frattempo, nel 1960 entrò nel comitato centrale del PCI che due anni dopo lo nominerà segretario regionale e lo farà entrare nella Direzione nazionale.
Eletto per la prima volta alla Camera dei deputati nel 1963 per la circoscrizione Napoli-Caserta, due anni dopo si trasferì a Roma ed entrò nella Commissione agraria nazionale del PCI diretta da Arturo Colombi. Nel 1968 fu eletto senatore e nel 1969 divenne presidente della Commissione agraria. Fu direttore di Rinascita dal 1972 al 1975 e de l'Unità dal 1986 al 1988.
Tra gli anni settanta ed ottanta Chiaromonte moltiplicò i suoi impegni politici: nel 1975 entrò a far parte della Segreteria nazionale del partito (dove rimase sino al 1983, stringendo un ottimo rapporto con il Segretario del Partito Socialista Italiano Bettino Craxi); nel 1979 venne nominato responsabile del Dipartimento per i problemi economici e sociali del PCI; nel 1983 fu eletto Capogruppo dei senatori comunisti (carica che ha conservato sino al 1986); nel 1987 diventò presidente della Commissione Parlamentare di inchiesta sul fenomeno della criminalità organizzata, mentre nel 1992 ne guidò un'altra sull'abuso dell'utilizzo del segreto di Stato perpetrato da alcuni governi.
Nel 1991 appoggiò la trasformazione da PCI in Partito Democratico della Sinistra, e proprio alla "svolta della Bolognina" dedicò la sua opera Pds un decollo difficile. Travagli e speranze di una trasformazione annunciata. Morì a Vico Equense, città dove si era recato a trascorrere gli ultimi anni della sua vita, ed era stato eletto Sindaco. Costretto a sottoporsi periodicamente a dialisi, ebbe una crisi fatale mentre, in ritardo su una delle scadenze, l'auto che lo stava portando ad effettuarla venne praticamente bloccata nel traffico a causa di una manifestazione (cfr. "corriere della sera" dell'epoca).
È sepolto accanto al politico e sindaco di Vico Equense Carlo Fermariello. Venne sostituito al Senato da Augusto Graziani.

## Opere
Dagli anni settanta fino alla morte Chiaromonte fu fecondo scrittore di numerosi saggi di carattere agricolo, politico e sociale. Ecco la sua bibliografia completa:
- I comunisti e i contadini (1970)
- Un piano per il Mezzogiorno (1971)
- Agricoltura, Mercato comune e Regioni (1973)
- Una nuova agricoltura (1976)
- L'accordo programmatico e l'azione dei comunisti (1977)
- L'Italia dimezzata. Dibattito sulla questione meridionale (1980)
- La concezione delle alleanze sociali e politiche - Sezione formazione e scuole di partito (1983)
- Quattro anni difficili - Il PCI e i sindacati (1984)
- Le scelte della solidarietà democratica. Cronache, ricordi e riflessioni sul triennio 1976 – 1979 (1986)
- Col senno di poi: autocritica e no di un uomo politico (1990)
- Pds un decollo difficile. Travagli e speranze di una trasformazione annunciata (1992)
- I miei anni all'antimafia (1996, postumo)
- Discorsi parlamentari (2004, postumo)